# Alexander Satariano
Alexander Satariano, né le 25 octobre 2001 à San Ġiljan, est un footballeur international maltais qui évolue au poste d'avant-centre à l’Athens Kallithéa.

## Biographie

### Carrière en club
Passé par les clubs maltais du St. Andrews et des Sliema Wanderers avec qui il a évolué au plus haut niveau maltais, Satariano signe le 3 juillet 2021 un contrat de trois ans avec le club italien de Serie B du Frosinone,, alors qu'il était libre de tout engagement.
Avec l'équipe de Frosinone, il s'illustre rapidement, marquant un triplé dès le premier match amical contre l'ASD Equipe Lazio. Il est en tout l'auteur de sept buts et plusieurs passe décisives lors des matchs de cette présaison.
Il fait ses débuts en match officiel le 28 août 2021, entrant en jeu dans les dernières minutes du match de Serie B contre le LR Vicenza, qui aboutit à une victoire 2-0 des siens à l'extérieur.

### Carrière en sélection
Satariano fait ses débuts internationaux pour Malte le 11 novembre 2020 lors d'un match amical remporté 3-0 contre le Liechtenstein, en préparation de la Ligue des nations.
Le 27 mars 2021, il inscrit son premier but en équipe nationale, contre la Slovaquie. Alors que Satariano porte le score à 2-0 en première mi-temps, cette rencontre des éliminatoires du mondial 2022 se termine sur un score nul de 2-2, ce qui reste tout de même les premiers point pris à l'extérieur par les maltais dans ces qualifications depuis 2013, face à la 34e nation au classement FIFA.
En septembre de cette même année, il prend également part au match remporté 3-0 contre Chypre, qui est la première victoire à domicile de l'histoire de Malte dans les qualifications à la coupe du monde.